# Оукли, Мэтт
Мэттью «Мэтт» Оукли (англ. Matthew «Matt» Oakley, 17 августа 1977 года, Питерборо) — английский  футболист, полузащитник. Наиболее известен по выступлениям за «Саутгемптон» и «Эксетер Сити».

## Карьера

### Саутгемптон
Родился в Питерборо. Футболом начал заниматься в школе «Саутгемптона», за который дебютировал 6 мая 1995 года в возрасте 17 лет. Вскоре после этого подписал свой первый профессиональный контракт.
Закрепился в основном составе в сезоне 1996/97, в котором провёл за команду 28 матчей, забив три мяча. На протяжении следующих десяти лет оставался одним из основных игроков клуба.
В сентябре 2003 года получил травму, выведшую его из строя на шесть месяцев. Затем, во время реабилитации, усугубил повреждение и был вынужден пропустить остаток сезона 2003/04. Вернулся в строй в мае 2004 года, но почти сразу же вновь травмировался и пропустил старт сезона 2004/05.
Постоянные травмы практически лишили его возможности играть в последние два года карьеры в составе «Саутгемптона». Вернуться в состав он сумел лишь в сезоне 2005/06, проведя за «святых» 29 матчей и забив в них два мяча. 25 февраля 2006 года провёл последний матч за «Саутгемптон».
В июне 2006 года отклонил предложение продлить контракт с «Саутгемптоном» на один сезон и отказался от предсезонной подготовки, рассчитывая на длительный контракт с другим клубом.

### Дерби Каунти
4 августа 2006 года подписал трёхлетнее соглашение с «Дерби Каунти». Придя в клуб, сразу же получил капитанскую повязку и дебютировал за команду уже 8 августа.
В сезоне 2006/07 вместе с командой добился возвращения в Премьер-лигу, в финале плей-офф одержав победу над «Вест Бромвич Албион». Тем не менее, закрепиться в элитном дивизионе команда не смогла, заняв в чемпионате последнее место, набрав всего 11 очков.
В январе 2008 года клуб разрешил Оукли вести переговоры о переходе в «Лестер Сити».

### Лестер Сити
11 января 2008 года подписал контракт с Лестером на три с половиной года, сумма трансфера составила £500.000. Дебютировал за команду 12 января в матче против «Ковентри Сити».
Перед стартом сезона 2008/09 назначен капитаном команды вместо получившего тяжёлую травму Стивена Клеменса. Команда во главе с Оукли провела отличный сезон и, заняв первое место в чемпионате, заработала повышение в классе. Сам Оукли по итогам сезона вошёл в символическую сборную турнира.
В сезоне 2009/10 «Лестер» дошёл до плей-офф, но уступил в полуфинале. Оукли по ходу сезона достиг отметки в 100 официальных матчей за клуб (16 февраля 2010 года в матче против «Бристоль Сити»). Всего в сезоне провёл за клуб 38 матчей.
28 декабря 2010 года сыграл свой 500-й матч в карьере. 24 марта 2011 года продлил контракт с клубом ещё на один сезон.
20 марта 2012 года расторг договор с клубом по соглашению сторон.

### Эксетер Сити
31 июля 2012 года подписал контракт с «Эксетер Сити», за который в сентябре 2011 года выступал на правах аренды.
В июле 2017 года завершил карьеру игрока.

## Личная жизнь
Держит у себя дома пираний.